# Giovanni Antonio Fumiani

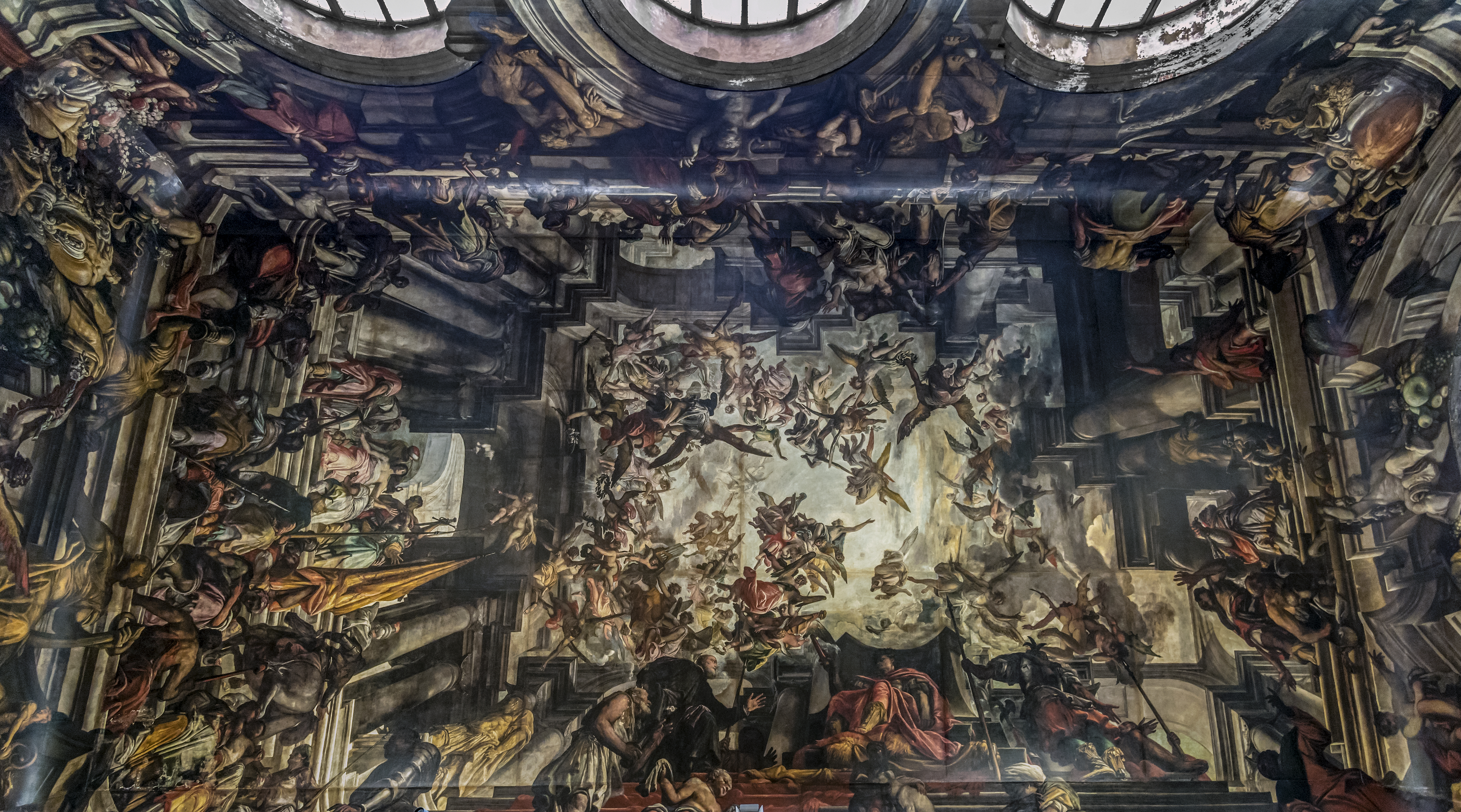
Martirio de san Pantaleón, óleo sobre lienzo, techo de la iglesia de San Pantaleón de Venecia.

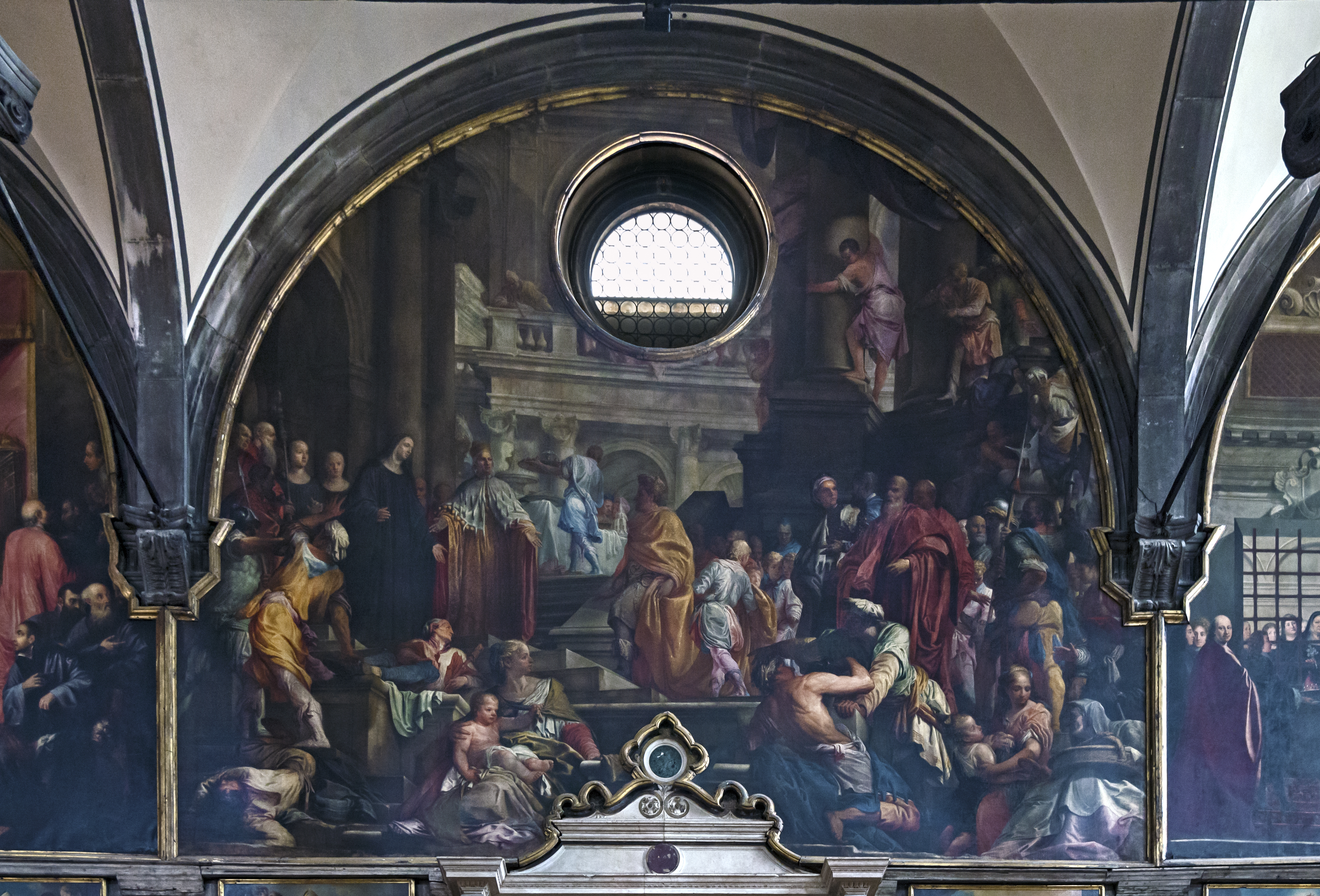
"Visita al monasterio del emperador Otón III" Iglesia de San Zacarías (Venecia)

Giovanni Antonio Fumiani (1650 - 1710) fue un pintor barroco italiano nacido y muerto en Venecia. Fue el introductor en Venecia, con algún retraso, de la gran pintura mural a base de complejas escenografías arquitectónicas y fantásticos trampantojos, destacando la serie de escenas de la vida de san Pantaleón pintadas al óleo y sobre lienzo entre 1684 y 1704, en el techo de la iglesia veneciana de su nombre.